# V 오스트레일리아
V 오스트레일리아(영어: V Australia)는 오스트레일리아의 장거리 국제선 전문 저비용 항공사이자 버진 그룹의 자회사로 2007년에 설립해 2009년에 취항을 개시 했으나 2011년에 버진 블루와 합병한 뒤 버진 오스트레일리아로 개명된 저비용 항공사로 본사는 오스트레일리아 시드니에 위치해 있으며 당시 허브 공항은 시드니 공항이 있다.

## 역사
2006년에 버진 블루(현 버진 오스트레일리아)의 자회사로 새로운 장거리 국제선 저비용 항공사를 만들어 일주일에 7회씩 미국의 로스앤젤레스 국제공항과 샌프란시스코 국제공항 중에서 한 개의 국제공항에 취항할 수 있도록 협조해 달라고 부탁했다. 그 후 2007년에 V 오스트레일리아가 새로운 항공사의 이름이 될 것이라고 발표했다. 2008년 2월 15일 미국에 의해 승인되면서 미국까지 국제선 취항을 무제한으로 허용되었다. 2009년 1월 ILFC로부터 보잉 777-300ER를 인도했다. 같은 해 2월 27일에 최초로 취항했다. 이후에 요하네스버그, 푸껫, 멜버른, 브리즈번에 추가로 취항했다. 또한 8월 17일에 피지의 난디에 취항했다. 2010년 8월 요하네스버그 운항 중지에 이어 타이의 푸껫도 취항이 중지되고 말았다. 2011년 2월 24일 보잉 777-300ER를 시드니 공항에서 아부다비 국제공항로 운항했지만 엄청난 손실이 누적되면서 2011년 12월에 버진 블루와 합병되면서 버진 오스트레일리아로 변경했다.

## 운항 노선
- 오스트레일리아
  - 브리즈번 - 브리즈번 공항
  - 멜버른 - 멜버른 공항
  - 시드니 - 시드니 공항 허브
- 아랍에미리트
  - 아부다비 - 아부다비 국제공항
- 미국
  - 로스앤젤레스 - 로스앤젤레스 국제공항

### 단항 노선
- 남아프리카 공화국
  - 요하네스버그 - O. R. 탐보 국제공항
- 태국
  - 푸껫 - 푸껫 국제공항
- 피지
  - 난디 - 난디 국제공항

## 코드쉐어 협정
- 당시 모기업인 버진 블루와 뉴질랜드의 항공사인 퍼시픽 블루(현 버진 사모아)와 포괄적인 제휴를 했다. 다음은 아래의 항공사와 상호 제휴를 맺고 미국에서 환승을 가능하게 하고 있다. 미국에서 환승은 모두 로스엔젤레스 국제공항에서 했다.

- 알래스카 항공
- 호라이즌 항공
- 델타 항공
- 버진 아메리카

당시 델타 항공은 로스앤젤레스 ~ 시드니를 매일 운항하고 있었으며, 사실상 경쟁 관계에 해당했다. 그러나 델타 항공과 제휴를 하지 않게 되면 버진 아메리카의 미국의 운항 노선이 적었기 때문에 미국 시장에 도입할 수 없었다. 이 때문에 당시 델타 항공은 마일리지 프로그램과 환승 구간 판매 등 상호 협력을 하고 있었다. 또한 델타 항공은 버진 블루와 같은 제휴를 하고 있었다.

## 기내 서비스
당시 V 오스트레일리아의 기내 서비스는 3 클래스 기반이며 아래와 같이 나눌 수 있다. 콴타스 항공의 자회사이자 저비용 항공사인 제트스타 항공과 다른 점은 저비용 항공사 (LCC) 대신 전체 경력이 있는 이코노미 클래스를 포함하는 기내식 시트 TV (기내 엔터테인먼트) 담요와 베개는 별도로 요금이 부과했다. 단 국제 이코노미 클래스의 경우 1 번째 기내식은 주류는 요금에 포함되어 있지만 추가할 경우 신용 카드 결제로 구입해야 한다. 프리미엄 이코노미와 비즈니스 클래스 음료수는 요금 없이 무료로 이용할 수 있다. 또한 기내 엔터테인먼트 시스템은 파나소닉의 eX2을 채용하고 있다.
국제 비즈니스 클래스
좌석 배열은 2-2-2에서 시트 피치는 77인치 (195cm)의 완전 평면 좌석을 채용.
국제 프리미엄 이코노미 클래스
좌석 배열은 2-4-2에서 시트 피치는 38인치 (95cm)
국제 일반석
좌석 배열은 3-3-3에서 시트 피치는 32인치 (81cm)

## 같이 보기
- 버진 그룹
- 버진 오스트레일리아
- 버진 사모아

## 사진

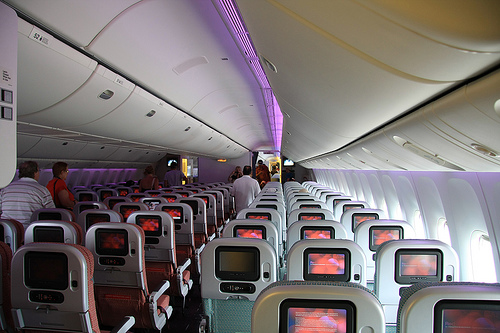
V 오스트레일리아의 이코노미 석
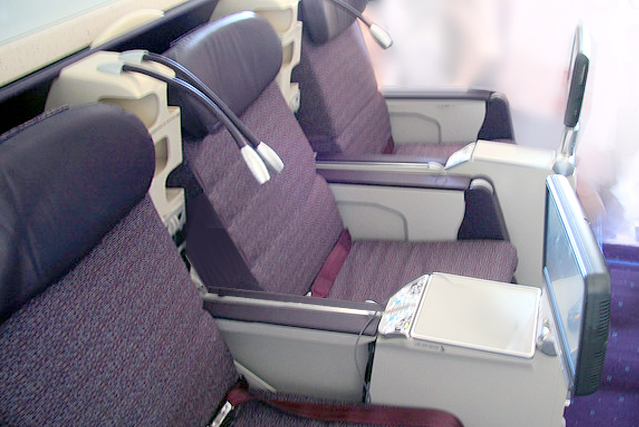
V 오스트레일리아의 비즈니스 석
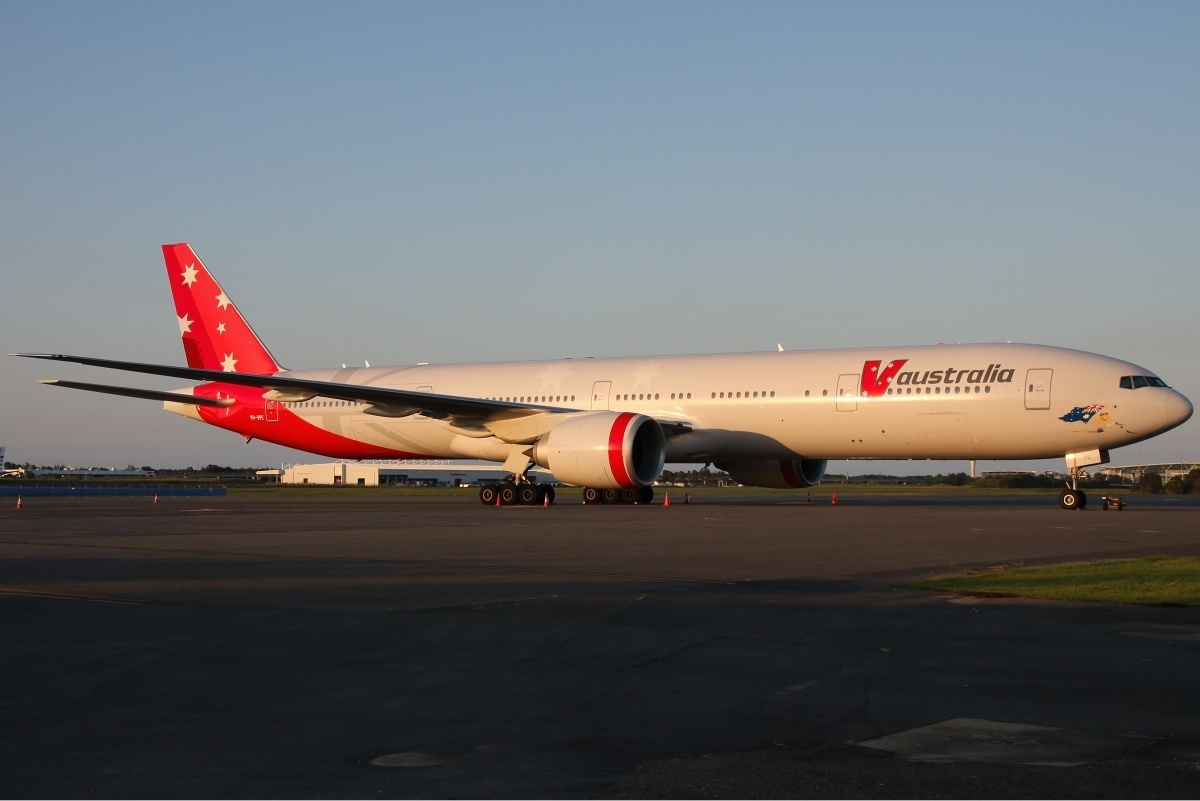
V 오스트레일리아의 보잉 777-300ER
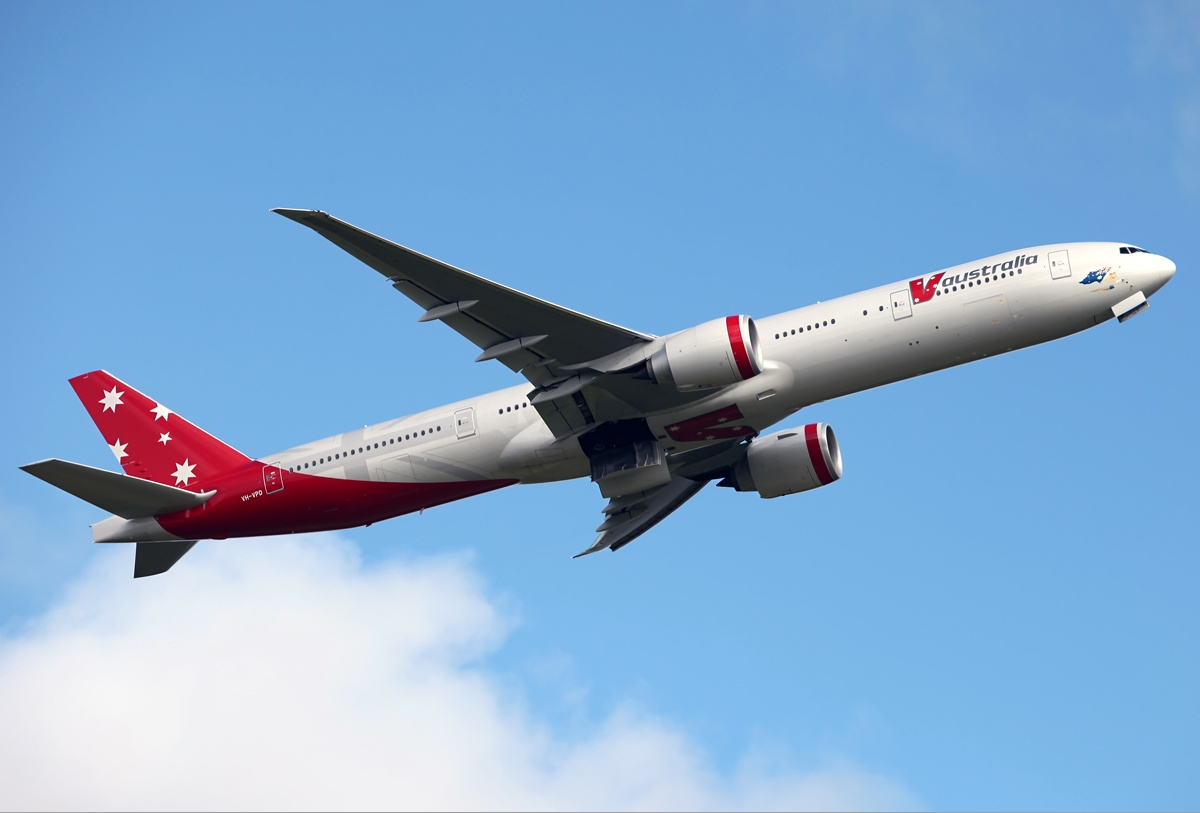
V 오스트레일리아의 보잉 777-300ER
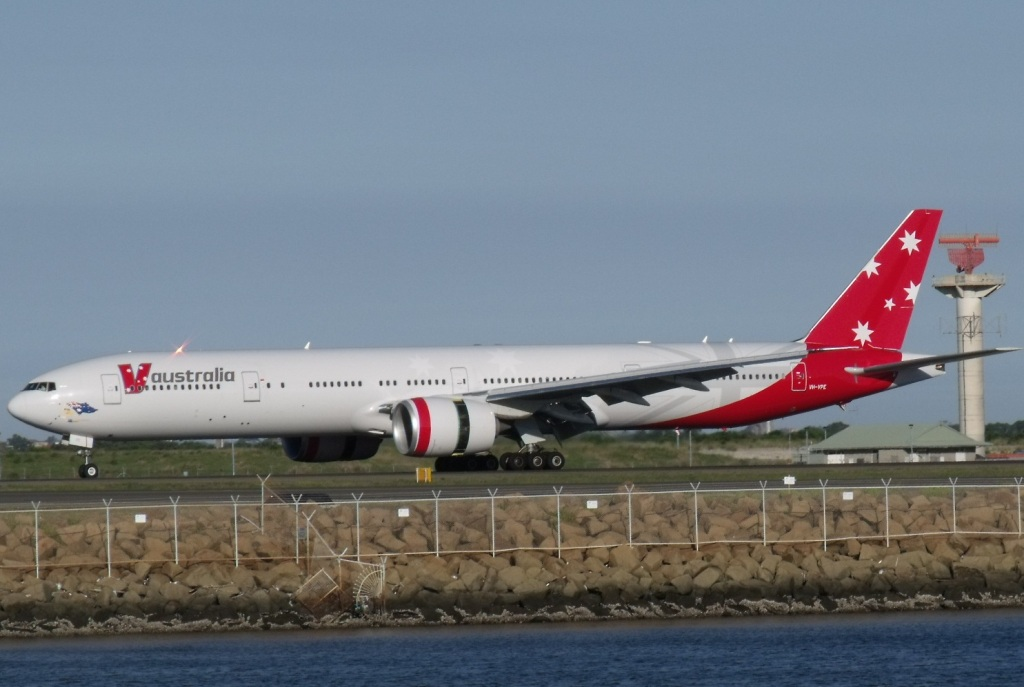
V 오스트레일리아의 보잉 777-300ER